# Papuanella nobara
Papuanella nobara är en insektsart som beskrevs av Medler 2000. Papuanella nobara ingår i släktet Papuanella och familjen Flatidae. Inga underarter finns listade i Catalogue of Life.